# Fossalta di Piave

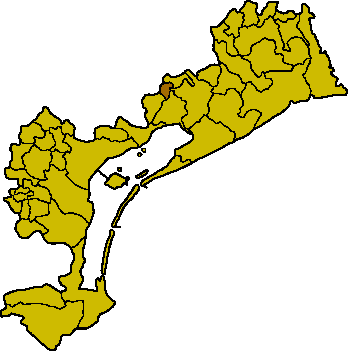
Ubicación del municipio de Fossalta di Piave en el Venecia.

Fossalta di Piave es una localidad italiana de la provincia de Venecia, región de Véneto, con 4.282 habitantes.

## Evolución demográfica
| Gráfica de evolución demográfica de Fossalta di Piave entre 1861 y 2001 |
|                                                                         |
| Fuente ISTAT - elaboración gráfica de Wikipedia                         |